# 泰烏
泰烏（1950年1月20日—，生於緬甸興實達），係一名緬甸下議院議員。他曾是緬甸陸軍的一名少將，也曾擔任緬甸農業與灌溉部部長。